# Helen Blackburn
Helen Blackburn (* 25. Mai 1842 in Knightstown, County Kerry, Irland; † 11. Januar 1903 in London) war eine irische Sozialreformerin, Frauenrechtlerin und Vorkämpferin für das Frauenwahlrecht.

## Leben
Die Tochter eines Bauingenieurs und Erfinders zog 1859 mit ihrer Familie nach London und wurde dort zu einer starken Anhängerin der Idee, dass das Wahlrecht der Schlüssel für die Gleichstellung der Frau ist. Als solche war sie von 1874 bis 1895 Sekretärin der Nationalen Gesellschaft für das Frauenwahlrecht (National Society for Women's Suffrage).
Daneben verfasste sie zahlreiche Bücher wie Handbook for Women engaged in Social and Political Work (1881). Im Anschluss war sie zwischen 1881 und 1890 auch Herausgeberin von The Englishwoman's Review, mit deren Eigentümerin Jessie Boucherett sie 1899 auch die Liga zur Verteidigung der Freiheit der Arbeit (Freedom of Labour Defence League) begründete, die die Einhaltung von Frauenrechten und deren Anspruch auf Einkommen förderte.
Nachdem 1902 ihr Buch Women's Suffrage: a Record of the Movement in the British Isles erschienen war, veröffentlichte sie 1903 zusammen mit Nora Vynne Women under the Factory Act.